# Skärgårdshavets marinkommando
Skärgårdshavets marinkommando (SghMkndo) (finska: Saaristomeren Meripuolustusalue) var ett marinkommando inom Finlands försvarsmakt som ansvarade för kust och sjöförsvaret i västra Finland. Dess huvudbas låg i Pansio, Åbo där kommandot verkade mellan åren 1998 och 2014.

## Historik
På grund av den omorganisation som Försvarsmakten gjorde under åren 2012 och 2015, kom Skärgårdshavets marinkommando att avvecklas. Marinkommandot utgick från och med den 1 januari 2015, då den nya organisationsstrukturen i Försvarsmakten trädde i kraft. Dess uppgifter överfördes istället till den nyuppsatta Kustbrigaden.

## Verksamhet
Skärgårdshavets marinkommando (SghMkndo) är ett av den finska marinens sjöförsvarsområden. Till sjöförsvarsområdet hör följande enheter:
- Fjärde minflottiljen
- Sjätte robotflottiljen
- Åbo kustsektion
- Skärgårdshavets sjöbataljon
- Flottans musikkår